# Jonisk ordning

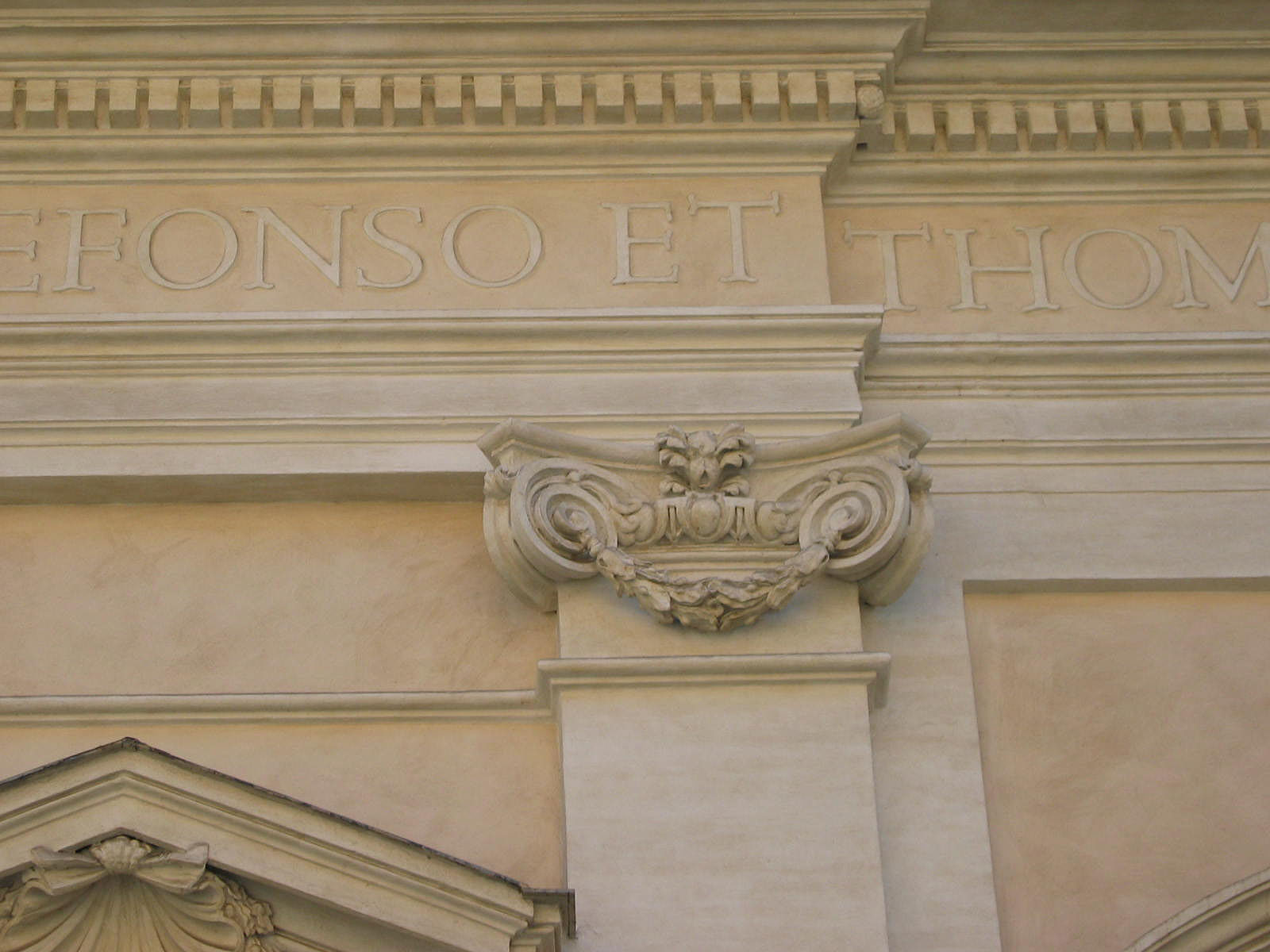
Joniskt pilasterkapitäl med de karakteristiska voluterna sammanlänkade av en festong.
(Detalj av fasaden till kyrkan Santi Ildefonso e Tommaso da Villanova i Rom.) På bilden ett romerskt joniskt kapitäl med äggstav och festong.

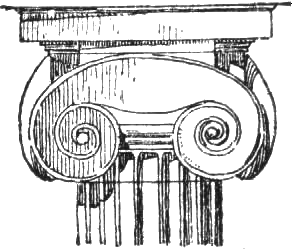
Antikt joniskt kapitäl, teckning ur Nordisk Familjebok.

Jonisk ordning är en av de klassiska kolonnordningarna. De romerska varianterna av denna ordning kännetecknas, liksom deras grekiska förebild, av kapitälets voluter samt kornischens tandsnitt.

## Historia
De första joniska templen uppfördes i det grekiska Jonien på 500-talet f.Kr. och utvecklades i Mindre Asien parallellt med den doriska ordningen på grekiska fastlandet. Under 400-talet f.Kr. blev ordningen ett komplement till den doriska i tempelarkitekturen på Akropolis i Aten, och den "attisk-joniska" basen, som består av två genom kraftigt hålkäl skilda, rundade led utvecklas.
I den hellenistiska arkitekturen fick den joniska ordningen stort utrymme, då den i och med sina proportioner och sin karaktär associerades med den mogna kvinnogestalten. Denna uppfattning delades även av Vitruvius som ansåg att den joniska ordningen var en idealform mellan den doriska och den korintiska.
Under renässansen fick ordningen stort utrymme hos teoretiskt inriktade arkitekter såsom Palladio.